# Dick Tracy (игра, Titus Interactive)
Dick Tracy — компьютерная игра в жанре action, разработанная и выпущенная компанией Titus Interactive в 1990 году для платформ Amiga, Amstrad CPC, Atari ST, Commodore 64, DOS и ZX Spectrum по мотивам комиксов о приключениях полицейского детектива, а также на одноимённом кинофильме 1990 года.

## Критика
| Иноязычные издания | Иноязычные издания                    |
| Издание            | Оценка                                |
| ------------------ | ------------------------------------- |
| Power Play         | 8/100                                 |
| Zzap!64            | 11/100 (Commodore 64), 16/100 (Amiga) |

Игра получила крайне негативные отклики среди критиков. Ряд изданий назвал игру одной из самых худших игр, изданных на тот период времени. Издание для Commodore 64 заняла 8 место в десятке самых худших игр по версии журнала Commodore Format, издание для Atari ST — 7 место в списке худших игр, когда-либо издававшихся для этой платформы, по версии ST Format.